# Cautes y Cautópates

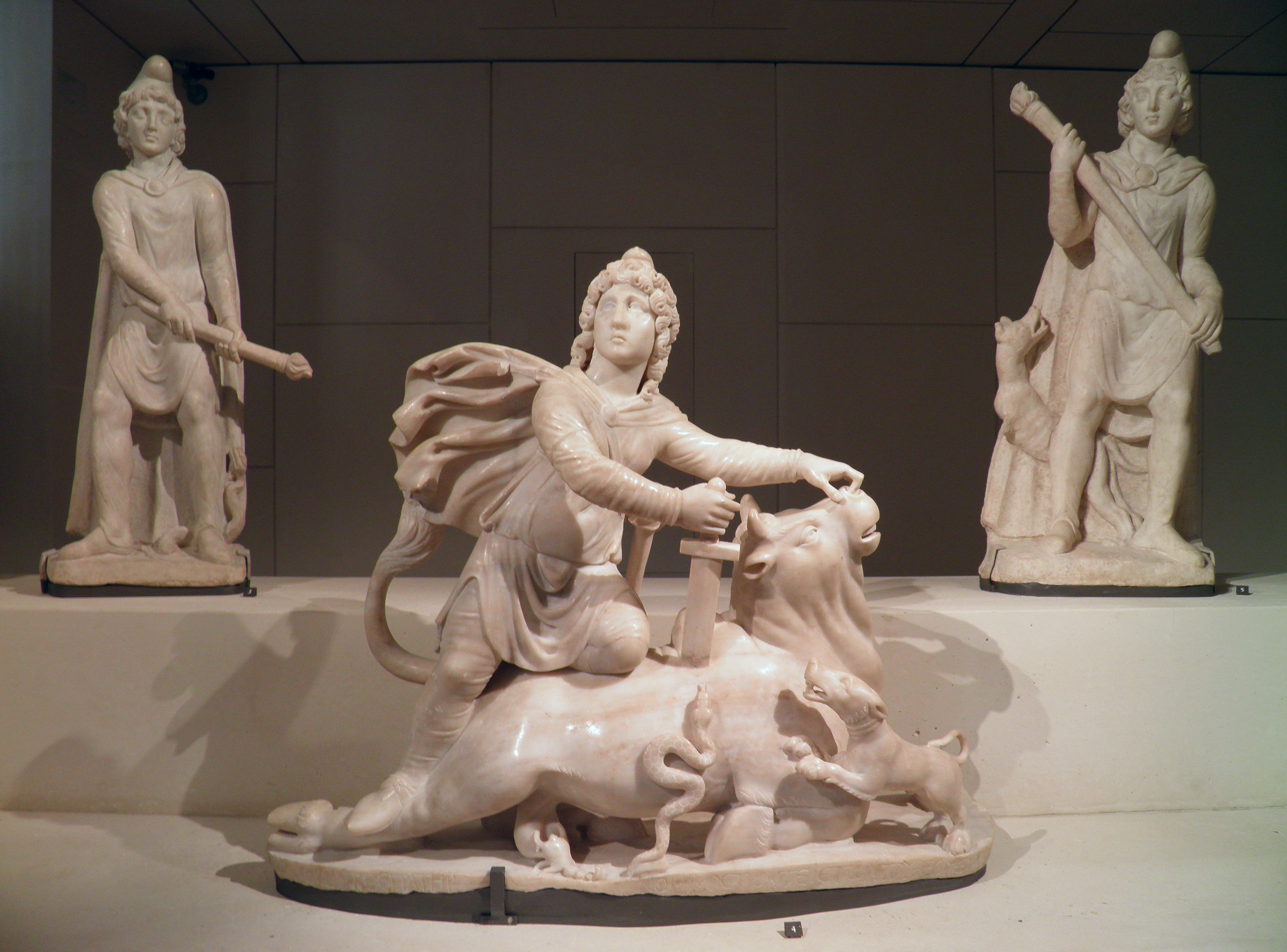
Cautes y Cautópates a ambos lados del dios Mitra en una tauroctonía.

Cautes y Cautópates son conocidos por enarbolar antorchas a los lados del dios Mitra en los iconos del antiguo culto romano del mitraísmo, conocido como tauroctonía. Cautes suele tener la antorcha hacia arriba, mientras Cautópates la mantiene hacia abajo.

## Interpretación
En las imágenes mitraicas, Mitra representa el sol o suele ser un amigo cercano del dios Helios o Sol Invictus (del latín, sol invencible) con el que suele comer Mitra. Por lo tanto, Cautes y Cautópates representarían el alba y el atardecer respectivamente, o quizás los equinoccios de primavera y otoño.

## Representación

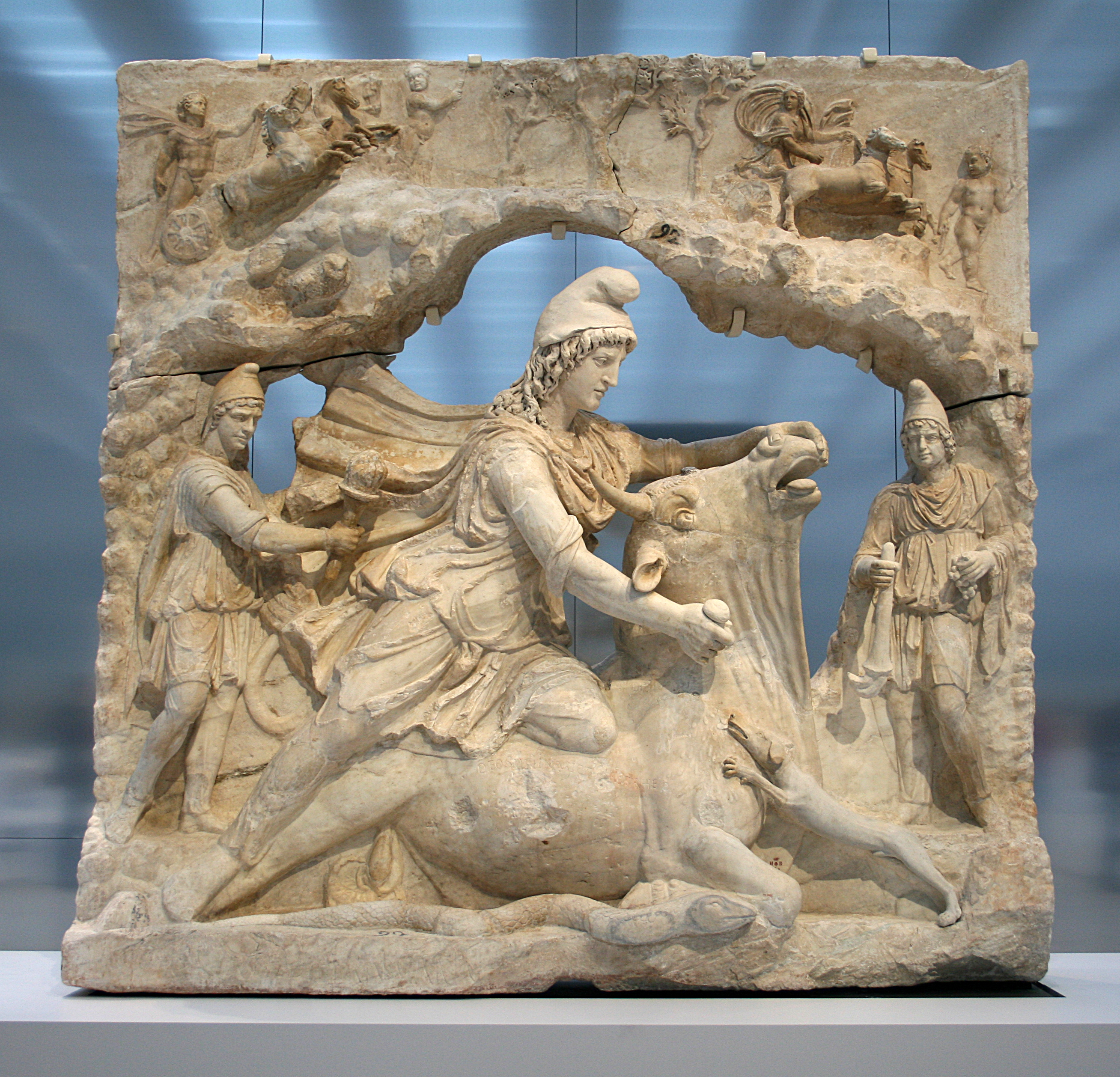
Imagen de representación en menor tamaño

Ambos son representados en menor tamaño que Mitra para enfatizar su importancia. Suelen llevar vestimenta de estilo persa, como el gorro frigio, para destacar los supuestos orígenes orientales del culto.
Cautes porta una antorcha hacia arriba, mientras que Cautópates lo hace hacia abajo. Cautópates suele representarse a la derecha, aunque esta regla no siempre se cumple. A veces también están de pie con las piernas cruzadas, aunque no siempre. Suelen considerarse símbolos de luz, uno creciente y otro extinguiéndose. Cautópates también podría representar la muerte, mientras Cautes representaría la nueva vida.
Una interpretación alternativa propuesta por David Ulansey indicaría que Cautes representa el equinoccio de primavera y Cautópates el de otoño. Por lo tanto, al estar situados a la izquierda y a la derecha de la tauroctonía, representarían el ecuador celeste y sus constelaciones entre los dos equinoccios durante la Era de Tauro.
M. J. Vermasaren muestra a Mitra, el sol inconquistable, y a sus dos abanderados, Cautes, el alba, y Cautópates, el atardecer, todos del mismo tamaño en un pino de tres ramas, visible en Dieburg, Alemania. Vermasaren sugiere que forman una “Trinidad” mitraica.